# Bethany, Pennsylvania
Bethany là một thị trấn thuộc quận Wayne, tiểu bang Pennsylvania, Hoa Kỳ. Năm 2010, dân số của thị trấn này là 246 người.